# Kattegat

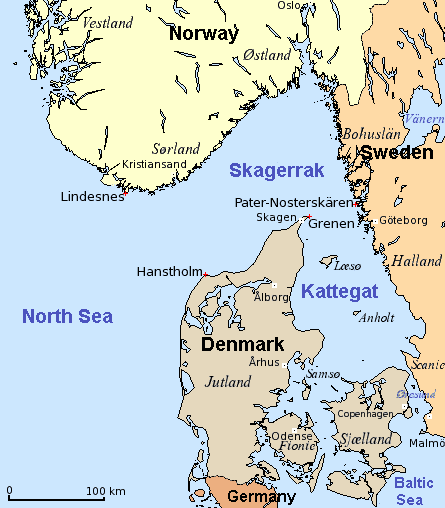
Kattegat i Skagerrak

El Kattegat és un estret entre Jutlàndia i la costa oest sueca, que enllaça el mar Bàltic amb el mar del Nord (via l'Skagerrak).S'estén durant uns 220 km seguint un eix nord-sud. El Kattegat és un mar poc profund i pot ser molt difícil i perillós de navegar a causa dels nombrosos esculls sorrencs i pedregosos i dels corrents complicats, que sovint es desplacen. En els temps moderns, s'han excavat canals artificials del fons marí, molts esculls han estat dragats mitjançant el bombeig de sorra o la pesca de pedra, i s'ha instal·lat una xarxa de senyalització lleugera ben desenvolupada, per salvaguardar el trànsit internacional molt intens d'aquest petit mar.
Pel fet que les illes de Sjælland i Fiònia gairebé en bloquegen l'estret meridional, es diu a vegades també que és una badia. La unió amb el Bàltic, es fa, bé per l'Øresund al sud-est (entre Sjælland i la península Escandinava), bé pel Gran Belt (Storebælt) al centre (entre Fiònia i Sjælland), o bé pel Petit Belt (Lillebælt) al sud-oest (entre Jutlàndia i Fiònia).
Té diverses illes, les més grosses de les quals són Samsø, Læsø i Anholt, totes conegudes pel seu clima sec (segons els estàndards danesos).
El seu nom prové dels mots neerlandesos o baix-alemanys kat (gat) i gat (forat), tot referint-se a les dificultats de navegació que presentava per als capitans medievals per la seva estretor, puix que l'àrea tenia molts bancs de sorra.
Actualment es pot evitar de passar-hi tot usant el canal de Kiel, que enllaça el mar del Nord amb el Bàltic.
Hi ha diverses grans ciutats i ports importants al Kattegat, incloent-hi, en mida descendent, Göteborg, Aarhus, Aalborg, Halmstad i Frederikshavn.
Des de la dècada de 1950, s'ha plantejat un projecte de pont conegut habitualment com a Kattegatbroen (el pont de Kattegat) que connecta Jutlàndia i Selàndia a través del Kattegat. Des de finals dels anys 2000, el projecte ha vist un renovat interès per part de diversos polítics influents a Dinamarca. El pont sol ser concebut com unió Hov (un poble al sud d'Odder a la zona d'Aarhus) amb Samsø i Kalundborg.
A partir del 1429 a l'Edat Mitjana, la família reial danesa –i més tard l'estat de Dinamarca– va prosperar molt a partir de les taxes de Sound, un peatge cobrat pel pas per l'Øresund, mentre que Copenhaguen proporcionava refugi, comerç i oportunitats de reparació i protecció contra la pirateria. Les taxes es van aixecar finalment el 1857.

## Geografia

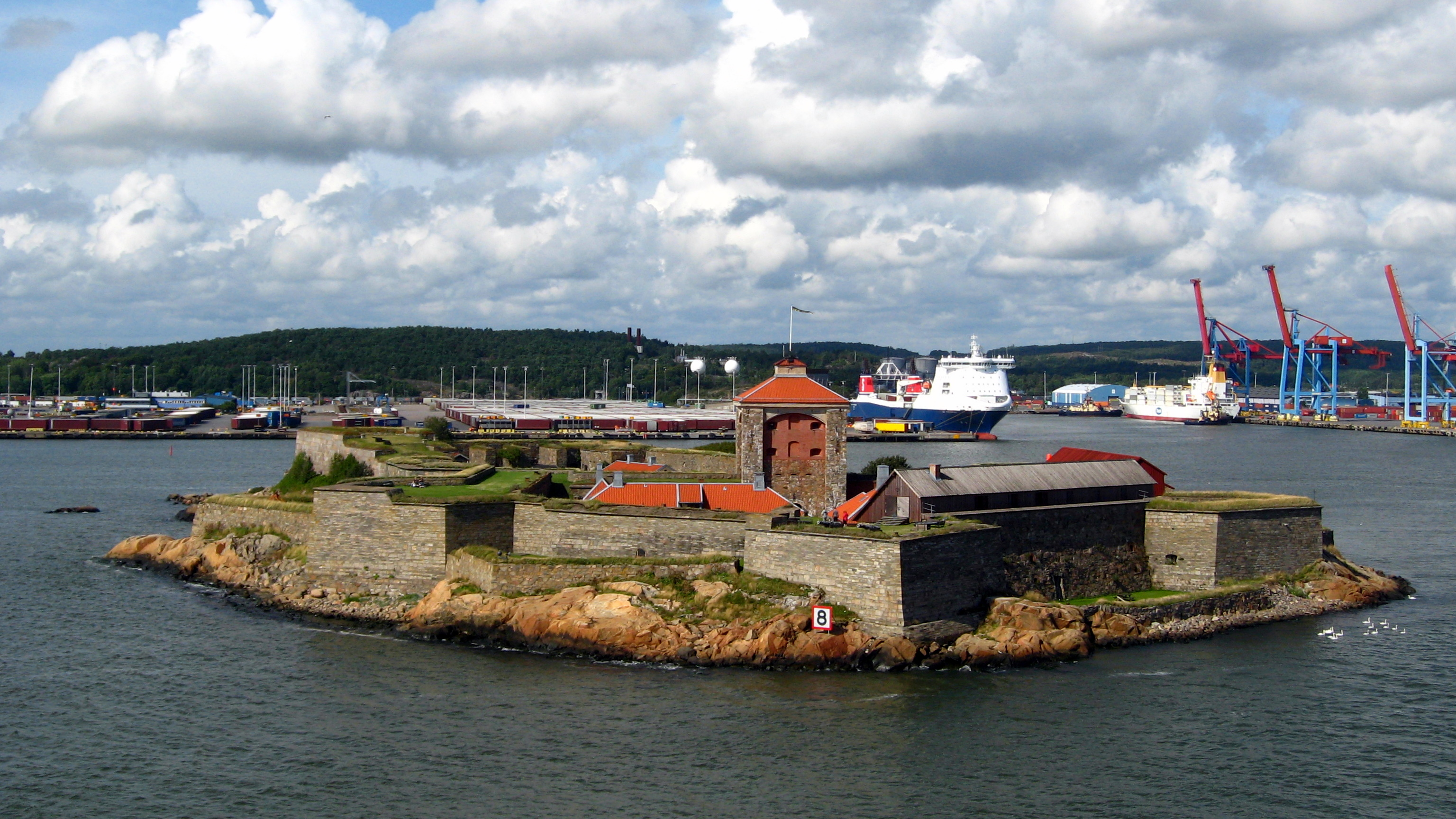
Älvsborg a Göteborg, una fortalesa marina al Kattegat

Segons la definició establerta en una convenció de 1932 signada per Dinamarca, Noruega i Suècia (registrada a la sèrie de tractats de la Societat de Nacions 1933–1934), el límit nord entre el Kattegat i l'Skagerrak es troba al punt més al nord de Skagen a Jutlàndia, mentre que el límit sud cap a Øresund es troba a la punta de la península de Kullen a Escània.
Les principals vies fluvials que desemboquen al Kattegat són els rius de Göta älv a Göteborg, juntament amb el Lagan, Nissan, Ätran i Viskan a la província de Halland, al costat suec, i el riu Gudenå a Jutlàndia, a Dinamarca.
Les principals illes del Kattegat són Samsø, Læsø i Anholt; aquestes dues últimes es troben, pel seu clima relativament sec, situades en el que s'anomena "el cinturó del desert danès".

## Anècdota
Wilhelm Kraft, amb 21 anys el 1944, era un soldat alemany estacionat al costat del poble d'Asaa (nord-est de Aalborg). Ell i els seus camarades van haver d'excavar en les fosses secretes més grans de 6×4 i 4 m al fons de la platja. Una mica més tard, les caixes llargues es descarregaven en secret d'un tren i es dipositaven en aquestes fosses. El 2013, el soldat nonagenari es va alliberar del secret parlant amb el diari local "Nordjyske"; arriba a l'escena i coneix Sidsel Wahlin, arqueòleg del museu històric Vendsyssel-Thy. La narració és coherent i mereix més investigació. La costa ha evolucionat des de 1944, el soldat no va poder reconèixer els llocs on va excavar 69 anys abans.

### Extensió
L'Organització Hidrogràfica Internacional defineix els límits del "Kattegat, Sound and Belts" (és a dir, el Kattegat, Øresund, Great Belt i Little Belt) de la següent manera:
| « | Al nord: una línia que uneix Skagen (The Skaw, punt més al nord de Dinamarca) i Paternoster Skær (57° 54′ N, 11° 27′ E / 57.900°N,11.450°E) i d'allí cap al nord-est a través dels bancs fins a l'illa Tjörn. Al sud: Els límits del mar Bàltic a Belts and Sound:: - Al Petit Belt: una línia que uneix Falshöft (54° 47′ N, 9° 57.5′ E / 54.783°N,9.9583°E) and Vejsnæs Nakke (Ærö: 54° 49′ N, 10° 26′ E / 54.817°N,10.433°E). - Al Gran Belt: una línia que uneix (Extrem més meridional de l'illa Langeland) i Kappel Kirke (54° 46′ N, 11° 01′ E / 54.767°N,11.017°E) a l'illa de Lolland. - Al sud: una línia que uneix el far de la península de Stevns (55° 17′ N, 12° 27′ E / 55.283°N,12.450°E) i el punt Falsterbo (55° 23′ N, 12° 49′ E / 55.383°N,12.817°E). | » |

## Biologia
Al Kattegat, la salinitat té una pronunciada estructura de dues capes. La capa superior té una salinitat entre 18‰ i 26‰ i la capa inferior, separada per una forta haloclina al voltant dels 15 m – té una salinitat entre 32‰ i 34‰. La capa inferior consisteix en aigua de mar entrant de l'Skagerrak, amb una salinitat al nivell de la majoria d'altres aigües marines costaneres, mentre que la capa superior consisteix en aigua de mar entrant del mar Bàltic i té una salinitat molt menor, comparable a l'aigua salobre, però encara és més alt que la resta de la mar Bàltica. Aquests dos fluxos oposats transporten un excedent net de 475 km3 d'aigua de mar des del Bàltic fins a l'Skagerrak cada any. Durant els vents més forts, les capes del Kattegat es barregen completament en alguns llocs, com el Gran Belt, de manera que la salinitat global és molt variable en aquest petit mar. Això estableix unes condicions úniques per a la vida marina aquí.
Filtracions fredes, conegudes localment com a esculls de bombolles (danès), es troben al nord del Kattegat. A diferència de les filtracions fredes a la majoria d'altres llocs (inclosos el mar del Nord i Skagerrak), els esculls de bombolles de Kattegat es troben a profunditats relativament poc profundes, generalment entre 0 i 30 m sota la superfície
. Les filtracions depenen del metà dipositat durant el període Eemian i durant el temps tranquil les bombolles de vegades es poden veure a la superfície de l'aigua.
 La cimentació i la litificació carbonatada formen pilars de fins a 4 m d'alçada i suporten una rica biodiversitat. Pel seu estatus únic, els esculls de bombolles del Kattegat reben un nivell de protecció i estan reconeguts com a hàbitat Natura 2000 (tipus 1180) per la Unió Europea (UE).

### Col·lapse ecològic
Kattegat va ser una de les primeres zones marines mortes que es va observar a la dècada de 1970, quan els científics van començar a estudiar com les activitats industrials intensives afectaven el món natural. Des d'aleshores, els estudis i la investigació han proporcionat molta informació sobre processos com l'eutrofització i com tractar-los. Dinamarca i la UE han iniciat projectes nacionals costosos i de gran abast per aturar, reparar i prevenir aquests processos destructius per al medi ambient i econòmicament perjudicials des del primer Pla d'acció per al medi aquàtic l'any 1985, i ara estan implementant el quart Pla d'Acció. Els plans d'acció resumeixen un ampli ventall d'iniciatives i inclouen les anomenades directives sobre nitrats. En general, els plans d'acció s'han vist com un èxit, tot i que el treball no està acabat i encara no s'han assolit completament tots els objectius.

## Proteccions i regulació

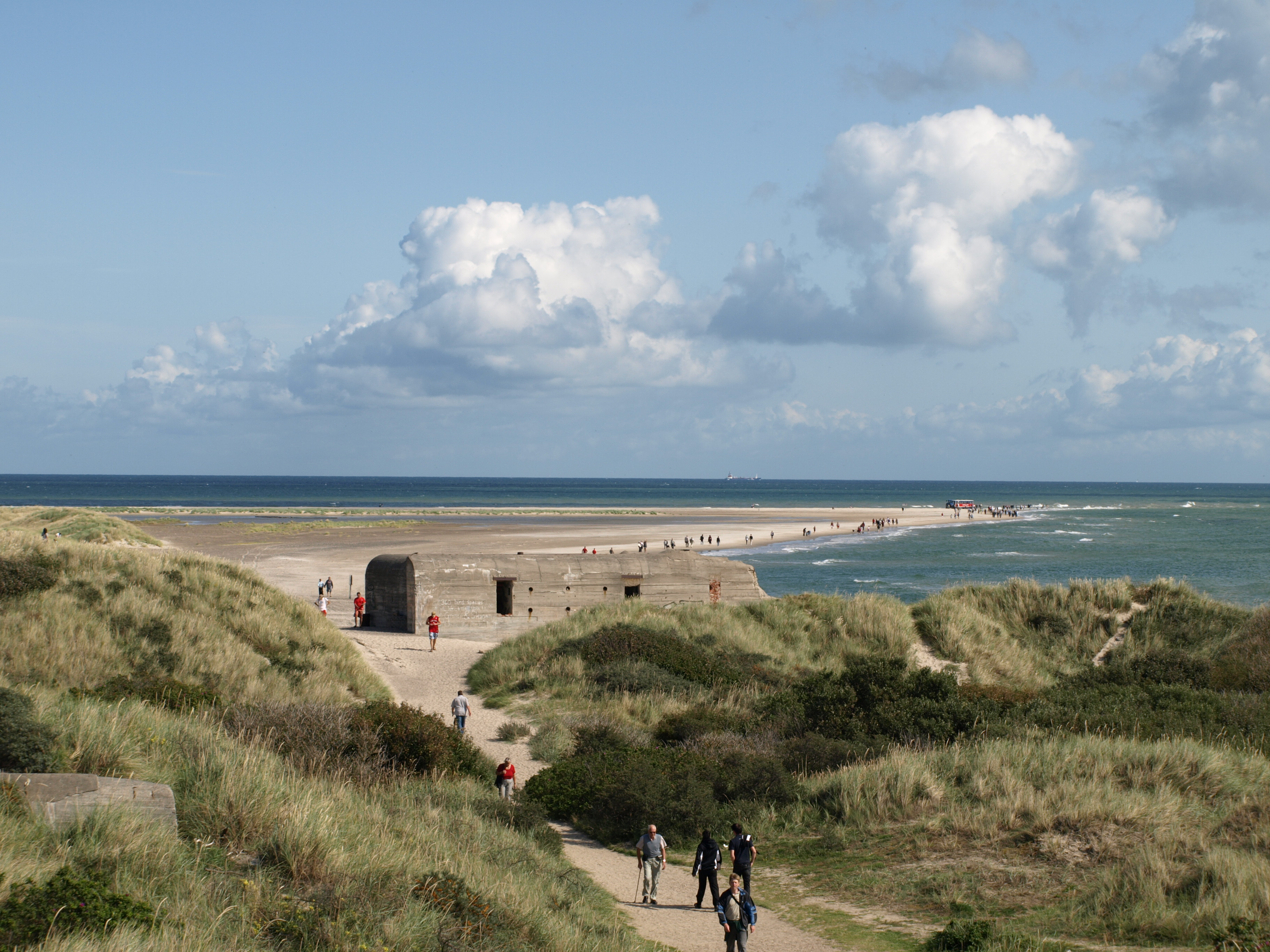
Grenen a Dinamarca és important per a les migracions d'ocells i és una àrea protegida

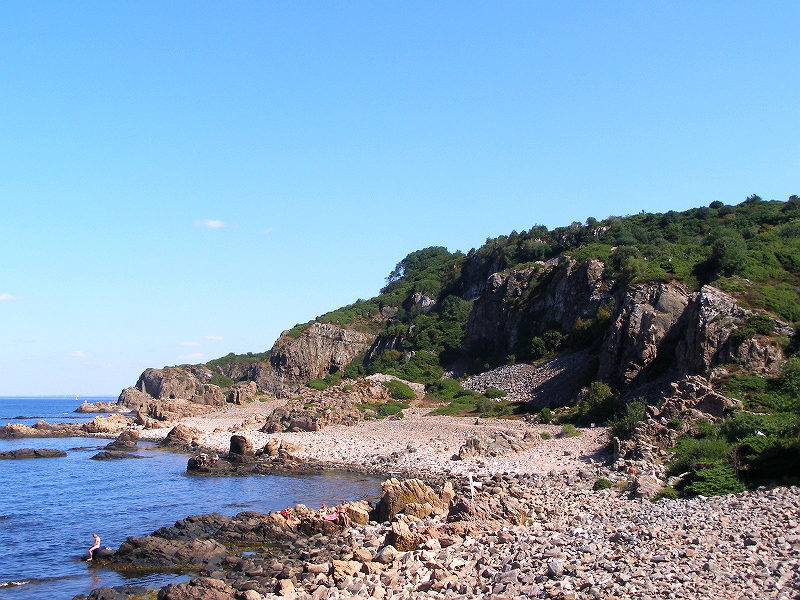
Reserva natural de Bjärekusten amb Hovs Hallar a Suècia.

A causa del trànsit marítim molt intens i de molts grans assentaments costaners, el Kattegat ha estat designat com a zona de control d'emissions de sofre com a part del mar Bàltic des del 2006. A partir de l'1 de gener de 2016, el referent de sofre en els combustibles es va reduir fins al 0,1%.
Diverses zones més grans del Kattegat estan designades com a Natura 2000 i sota diverses proteccions d'ocells com el conveni de Ramsar. La resta d'esculls poc profunds més grans es troben entre les proteccions, ja que són importants llocs de desovat i alimentació per a peixos i mamífers marins i donen suport a una biodiversitat pròspera però amenaçada. Les àrees protegides inclouen:
Dinamarca
- Grenen
- La badia d'Aalborg, que comprèn una zona de mar poc profund de 1774 km².
- Prats de platja a Læsø i els esculls pedregosos al sud de l'illa
- Anholt i el mar al nord de l'illa.

Suècia
- L'estuari de Göta Älv al nord de Göteborg. Un lloc important per a les aus migratòries i els peixos.
- L'arxipèlag de Vrångö (en suec: Vrångöskärgården), part de l’arxipèlag de Göteborg. Una important zona de reproducció d'aus marines i foques.
- Fiord de Kungsbacka. Un fiord d'aigües poc profundes entre Göteborg i Varberg, que inclou importants salines.
- Hovs Hallar
- Reserva Natural de Kullaberg

## En la cultura popular
El Kattegat és el lloc de residència de la família de l'heroi víking Ragnar Lodbrok a la sèrie  Vikings del canal nord-americà "History". No obstant això, la sèrie es va rodar a Irlanda per motius econòmics.

## Galeria

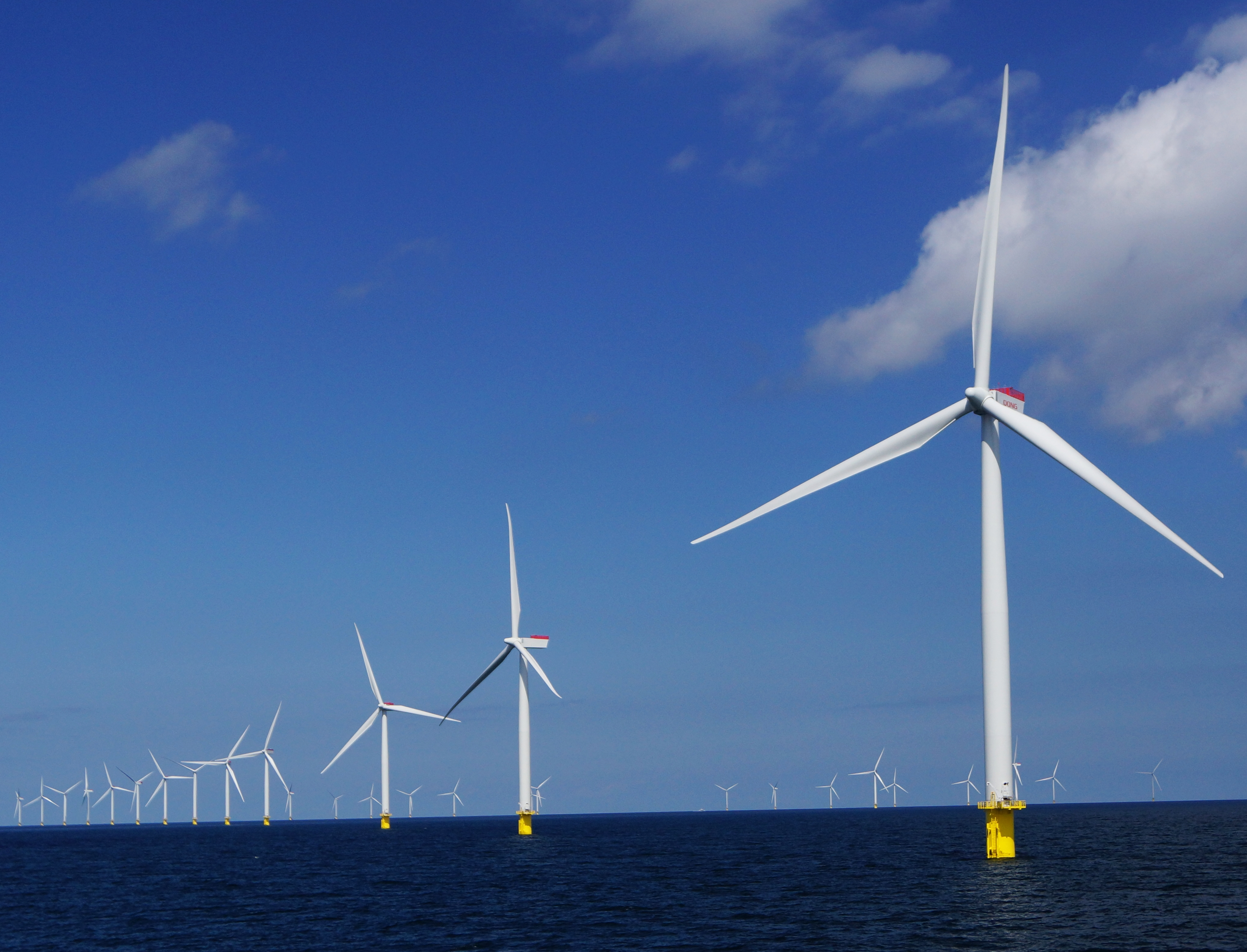
Hi ha diversos parcs eòlics marins a Kattegat.
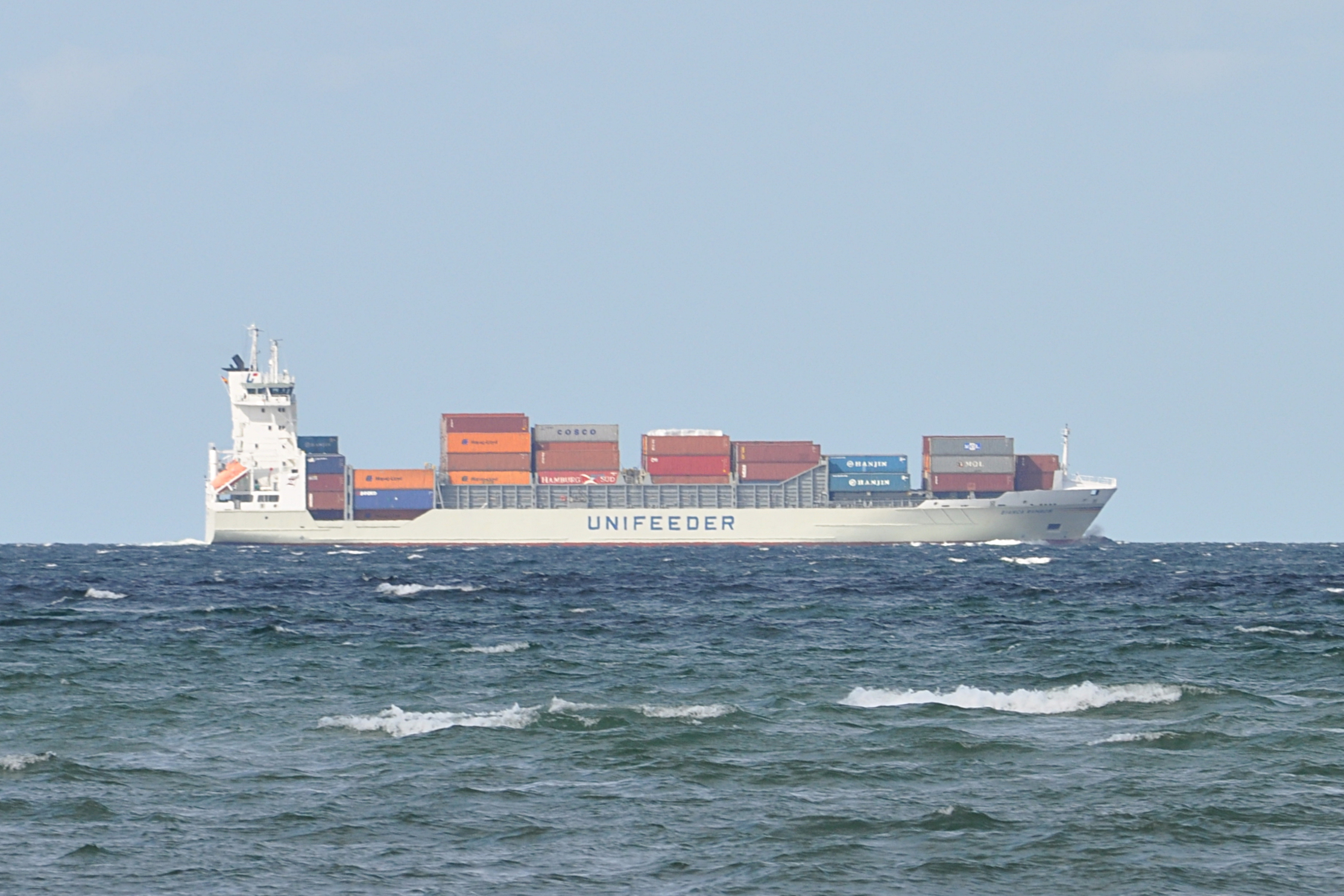
Algunes de les vies marítimes més transitades del món passen per Kattegat.
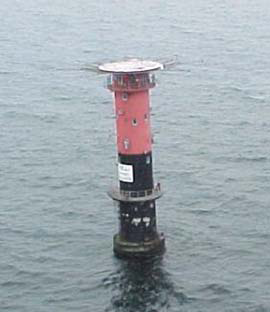
La sorra poc profunda i els esculls pedregosos més grans han estat equipats amb senyalització lluminosa en els temps moderns.
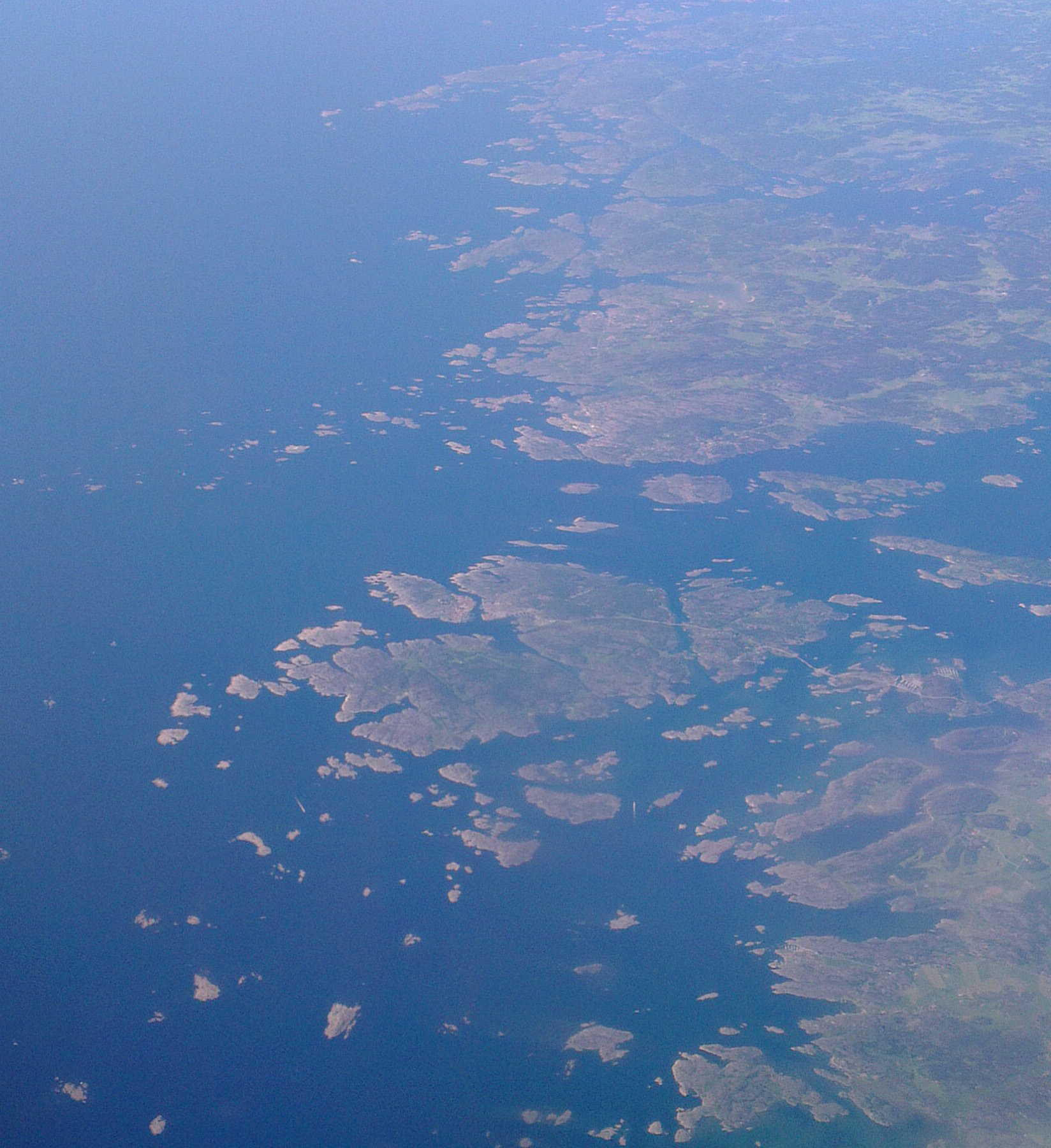
Hi ha diversos petits arxipèlags prop del continent a la part sueca del Kattegat.
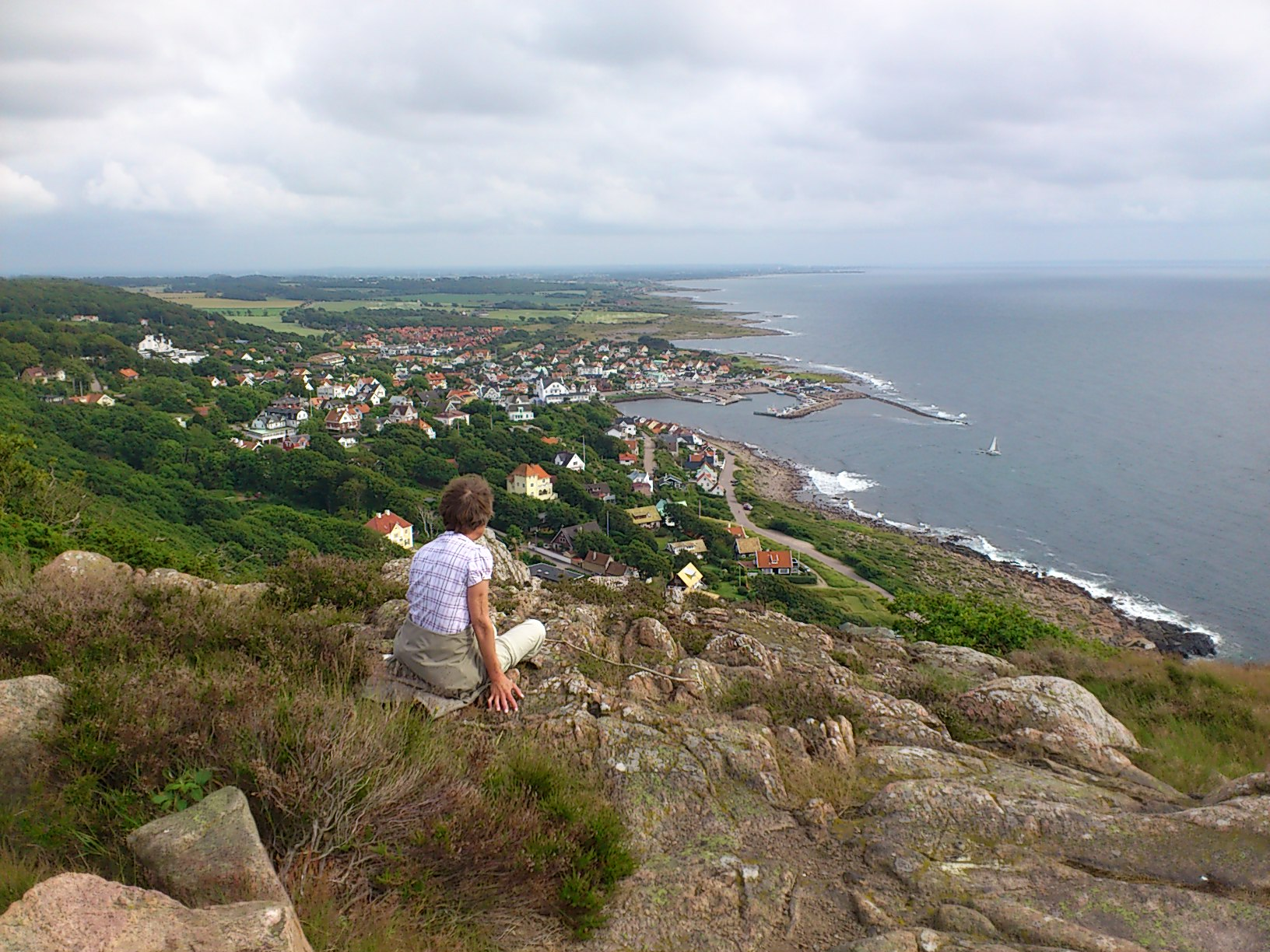
Les costes sueques del Kattegat són costes rocoses, com aquesta de Kullaberg, o platges de sorra o grava.
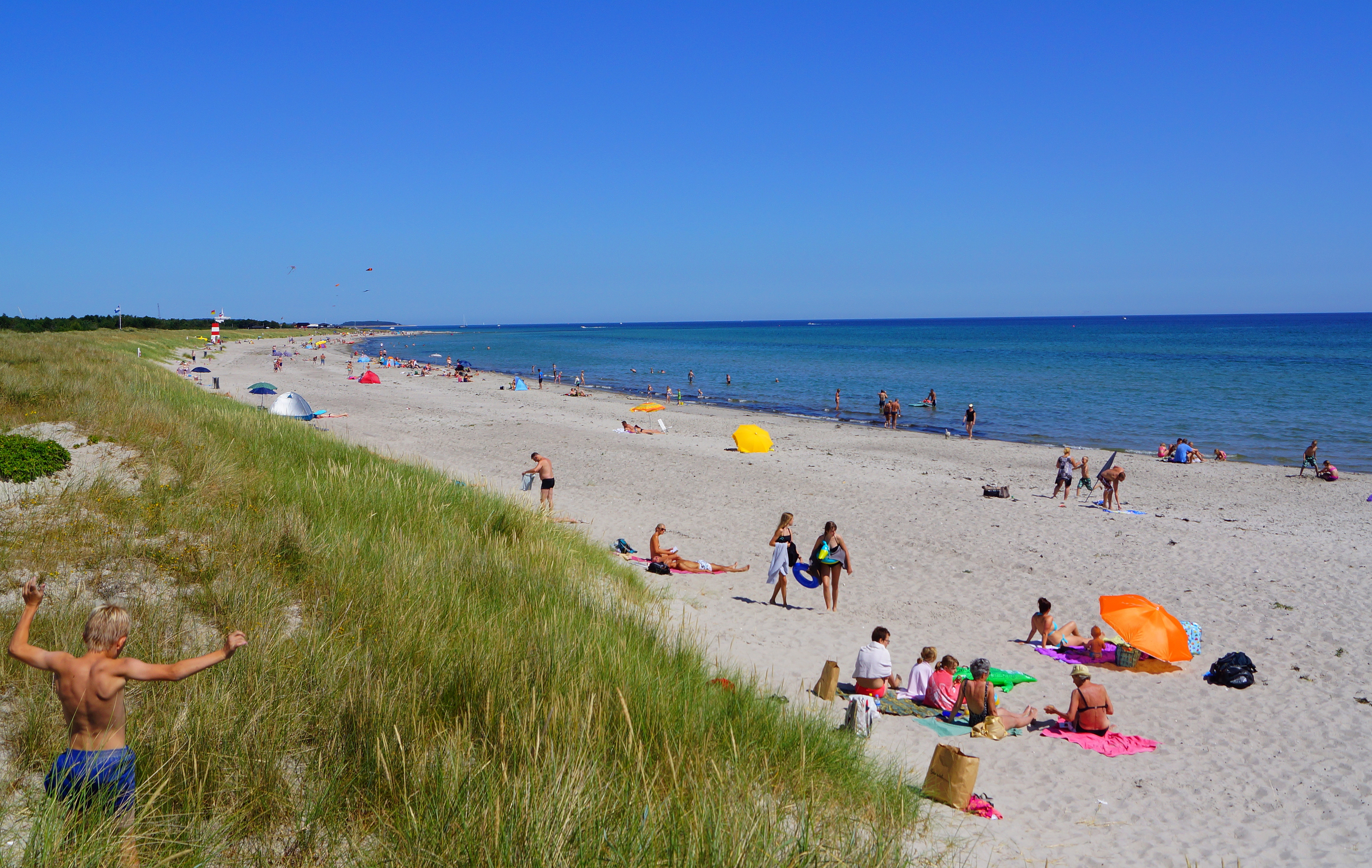
Totes les costes daneses del Kattegat són platges de sorra o grava sense roca exposada.